# Nationaal Park De Groote Peel
Nationaal Park De Groote Peel is een natuurgebied van meer dan 1.300 hectare groot. Het is een veengebied in de Peel, op de grens van de Nederlandse provincies Noord-Brabant en Limburg in de gemeenten Asten, Nederweert en Peel en Maas. Het natuurgebied is deels eigendom van Staatsbosbeheer en deels van de gemeente Asten. Het behoort sinds 1993 tot de nationale parken van Nederland en wordt beheerd door Staatsbosbeheer.

## Geschiedenis
Het oorspronkelijke hoogveengebied in de Peel, dat gedurende eeuwen was ontstaan, had een omvang van ruim 30.000 hectare. De veenlaag kon vijf tot zes meter dik zijn.
Vanaf de middeleeuwen werd veen gewonnen voor brandstof. Aan de rand van het veenmoeras werd turf gestoken voor eigen gebruik. In het Limburgse deel ontstonden hierdoor veenputten. In het Brabantse deel werd de turfwinning vanaf ongeveer 1850 op grote schaal en systematisch aangepakt. Om de turf af te voeren werden turfvaarten en -kanalen gegraven.
Later, toen turf niet meer rendabel was, ging men over op ontginning. Een deel werd omgevormd tot weiland en akkers. In het eerste helft van de twintigste eeuw gingen stemmen op om van het hoogveengebied een natuurreservaat te maken. Vanaf 1951 is dit door Staatsbosbeheer opgepakt.

## Landschap
Tot de landschapstypen behoren moeras, heide, bossen en struwelen. Naast grote waterplassen zijn er veenputten, peelbanen en peelvaarten die herinneren aan de turfwinning. De Groote Peel is een van de weinige gebieden in Nederland waar niet alle turf afgestoken is.
Door de grond van het gebied nat en voedselarm te houden, hetgeen haaks staat op de eisen van landbouwgrond (droog en voedselrijk), probeert men de vele zeldzame plantensoorten en bijbehorende insecten, waaronder een grote rijkdom aan libellen en vlinders, in stand te houden.
Het natte karakter, de vele landschapsvormen en de rust van het gebied maakt de Groote Peel tot een van de vogelrijkste gebieden van West-Europa. In het najaar foerageren hier duizenden trekvogels, waaronder steltlopers, ganzen, kraanvogels en eenden. In het voorjaar broeden er bijna honderd vogelsoorten. Ook komen er, door de aangeplante bomensingels veel zangvogels voor. Verder ziet men er vossen, reeën, amfibieën en reptielen.

## Ontsluiting
In buitencentrum 'De Pelen' van Staatsbosbeheer worden bezoekers ontvangen en geïnformeerd. Er zijn een aantal wandelpaden en een fietspad aangelegd. Moerassig gebied is voor wandelaars ontsloten door gebruik te maken van  knuppelbruggen.  In het broedseizoen, van 15 maart tot 15 juli, en tijdens de vogeltrek van 15 oktober tot 30 november is een deel van het gebied gesloten voor publiek.